# Noel Mannion
Noel Patrick Stephen Mannion (Ballinasloe, 12 de enero de 1963) es un ex–jugador irlandés de rugby que se desempeñaba como octavo.

## Selección nacional
Fue convocado al XV del Trébol por primera vez en octubre de 1988 para jugar ante Manu Samoa y disputó su último partido en enero de 1993 contra el XV del Cardo. En total jugó 16 partidos y marcó 12 puntos producto de tres tries (un try valía 4 puntos hasta 1992).

### Participaciones en Copas del Mundo
Solo disputó la Copa del Mundo de Inglaterra 1991 donde Mannion fue llevado como reserva, tras el titular Gordon Hamilton y el suplente Brian Robinson. Por esta razón jugó un solo partido; frente a los Brave Blossoms y les marcó un doblete.
Los irlandeses finalizaron segundos en su grupo, por debajo de Escocia y clasificaron a la fase final donde enfrentaron en cuartos a los Wallabies. Este partido es considerado como el mejor de aquel mundial y el try de Hamilton puso a Irlanda arriba en el marcador, sin embargo el partido terminó 19–18 a favor de los australianos que ganaron en el último minuto con un try de Michael Lynagh.
| Mundial                       | Sede       | Resultado        | PJ | Tries |
| ----------------------------- | ---------- | ---------------- | -- | ----- |
| Copa Mundial de Rugby de 1991 | Inglaterra | Cuartos de final | 1  | 2     |